# 기원전 15년

## 연호
- 전한(前漢) 영시(永始) 2년

## 기년
- 전한(前漢) 성제(成帝) 18년
- 신라(新羅) 혁거세 거서간(赫居世居西干) 43년
- 고구려(高句麗) 유리명왕(瑠璃明王) 5년
- 백제(百濟) 온조왕(溫祚王) 4년

## 자연
- 음력 2월 그믐 을유에 일식이 있었다.[1]

## 참고 문헌
- 김부식 (1145). 〈권제1 혁거세 거서간 條〉. 《삼국사기》.